# ایر هاینسس
ایر هاینسس (انگلیسی: Air Highnesses) یک شرکت هواپیمایی با کد یاتا - است که در سال ۲۰۰۸ میلادی تأسیس شده است. دفتر مرکزی ایر هاینسس در ایروان، ارمنستان واقع شده‌است و قطب این شرکت هواپیمایی در فرودگاه بین‌المللی زوارتنوتس قرار دارد د.